# Application Service Provider
Der Application Service Provider (Abkürzung ASP) bzw. Anwendungsdienstleister ist ein Dienstleister, der eine Anwendung (z. B. ein ERP-System) zum Informationsaustausch über ein öffentliches Netz (z. B. Internet) oder über ein privates Datennetz anbietet. Der ASP kümmert sich um die gesamte Administration, wie Datensicherung, das Einspielen von Patches usw. Anders als beim Applikations-Hosting ist Teil der ASP-Dienstleistung auch ein Service (z. B. Benutzerbetreuung) um die Anwendung herum. Dabei wird die benötigte Software nicht gekauft, sondern im Bedarfsfall über das Datennetz für die Nutzung angemietet. Mit Hilfe von ASP-Dienstleistungen können Unternehmen ganze Verwaltungsbereiche oder Prozessschritte auslagern und sich damit auf ihr Kerngeschäft konzentrieren.

## Recht / Vertrag
Die Dienstleistung wird in der Regel im Rahmen eines Mietvertrags angeboten. Eine rechtliche Beurteilung als Werkvertrag scheidet aus, weil der Leistende (der ASP) lediglich ein Tätigwerden zur Bereitstellung, nicht aber den Bereitstellungserfolg, schuldet. Da hier auch anwendbares Gewährleistungsrecht fehlt, würde eine solche rechtliche Bewertung die Interessen des Nutzers unangemessen benachteiligen. Auch ein Dienstvertrag kann nicht angenommen werden; der ASP stellt die Software lediglich bereit, eine erfolgreiche Anwendung, welche erst Bestandteil eines Werkvertrags sein könnte, obliegt dem Nutzer. Denkbar ist hingegen auch eine Ausgestaltung als Pachtvertrag, insbesondere als Rechtspacht.